# لور استاندون
لور استاندون (به انگلیسی: Lower Stondon) یک روستا در بریتانیا است که در استوندون واقع شده‌است.